# Johanna Torkildsdotter (Brahe)
Johanna Torkildsdotter (Brahe) (patronymikonet även skrivet Torgilsdotter, Torkelsdotter med flera varianter), var en dansk adelsdam, född omkring 1402 i det dåvarande danska Halland. Hon var dotter till riksrådet Torkil Pedersson Brahe (1372–1447).

## Biografi
Johanna Torkildsdotter var i sitt första gifte förmäld med den svenske adelsmannen och riksrådet Knut Karlsson (Örnfot), herre till Tärnö (även skrivet Tärna) i Södermanland. Av honom erhöll hon 1423 Hörningsholms slott i morgongåva, och efter hans död ärvde Johanna även Tärnö, vilket hon medförde i boet när hon 1439 eller 1440 ingick sitt andra äktenskap, nu med den likaledes svenske väpnaren Magnus Laurentsson, också han från Södermanland. Paret fick sonen Peder Magnusson (sedermera riksråd och riddare), vilken valde att antaga moderns ättenamn (men däremot sin fars vapen). Därigenom blev Johanna Torkildsdotter stammoder till den svenska grenen av den kända danska adelsätten Brahe.
I maj 1456 mottog Johanna Torkildsdotter å sin då avlidne make Magnus' vägnar sju gyllen från kung Karl Knutsson (Bonde) som ersättning för att maken suttit fängslad i Norge.
Johanna Torkildsdotters barnbarn var riksrådet Joakim Brahe, gift med Gustav Vasas syster Margareta Eriksdotter (Vasa) och sedermera avrättad vid Stockholms blodbad.